# علي نشيد
علي نشيد هو مدرب كرة قدم مالديفي.

## السيرة الذاتية
في نوفمبر 2013 أصبح المدرب المؤقت الجديد لمنتخب المالديف. في مارس 2014 تم استبداله بالمدرب دراغو ماميتش.